# Droge Valleien van McMurdo

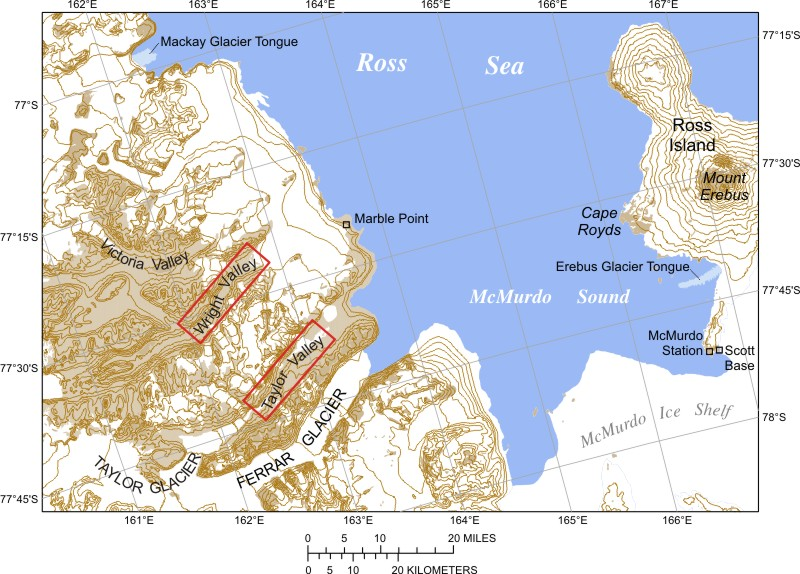
Kaart van de valleien (USGS)

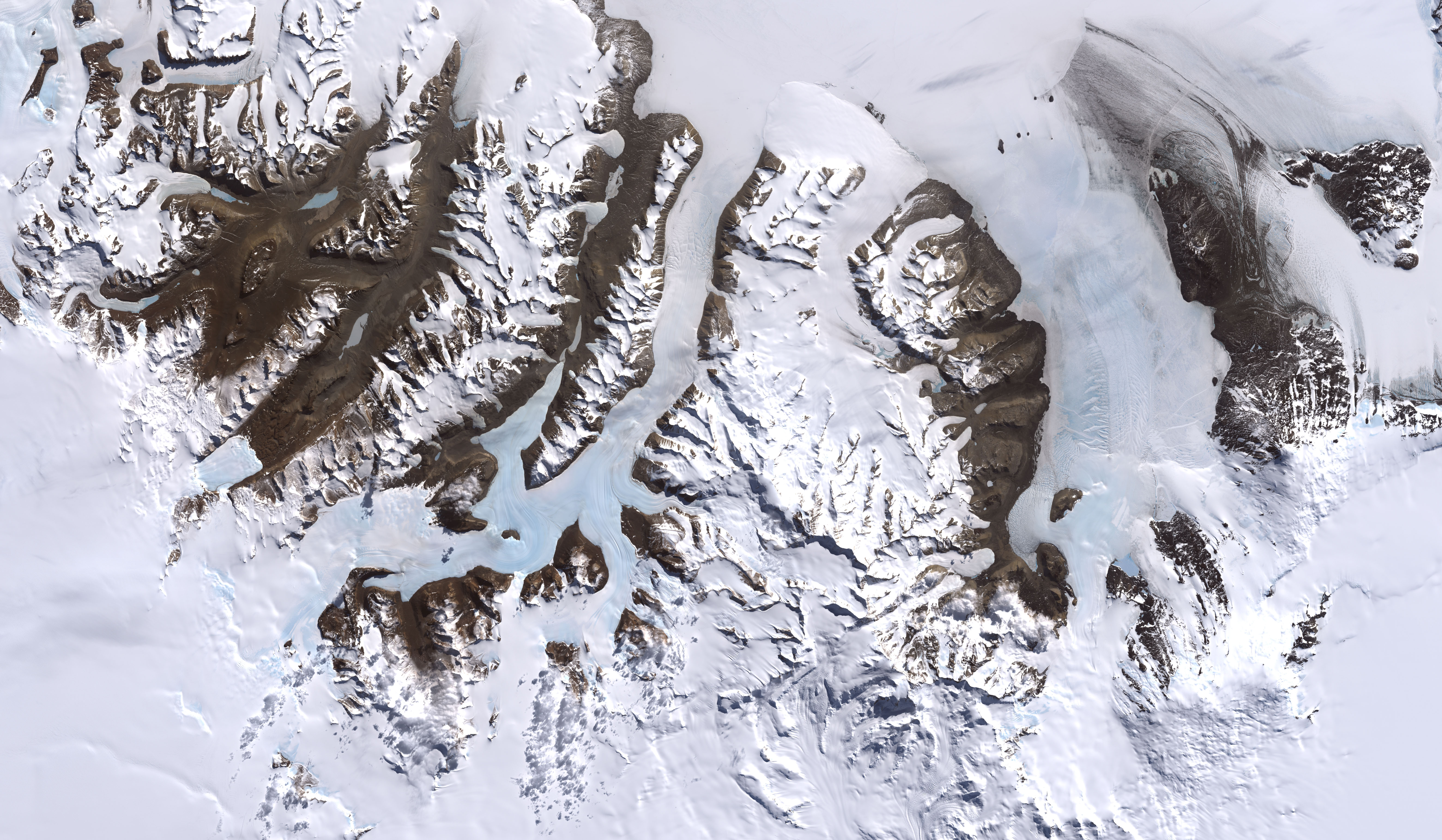
Landsat 7 satellietopname van 18 december 1999

De Droge Valleien van McMurdo zijn drie valleien in Antarctica in Victorialand.
De regio herbergt enkele opvallende geografische eenheden, zoals het Vidameer en de langste rivier van Antarctica, de Onyx. Tevens bevinden zich hier 's werelds meest extreme poolwoestijnen, die zich kenmerken door de extreem lage luchtvochtigheid, met als resultaat extreem lage sneeuwval en het grootste gebied (4800 km²) in Antarctica met een relatief lage ijsbedekking.
De belangrijkste valleien zijn de Victoriavallei, de Wrightvallei en de Taylorvallei.
Een bijzonder fenomeen is de Bloedwaterval, een pluim zeewater vermengd met eeuwenoud ijzeroxide, die vanaf het einde van de Taylorgletsjer overloopt in het bevroren Bonneymeer.

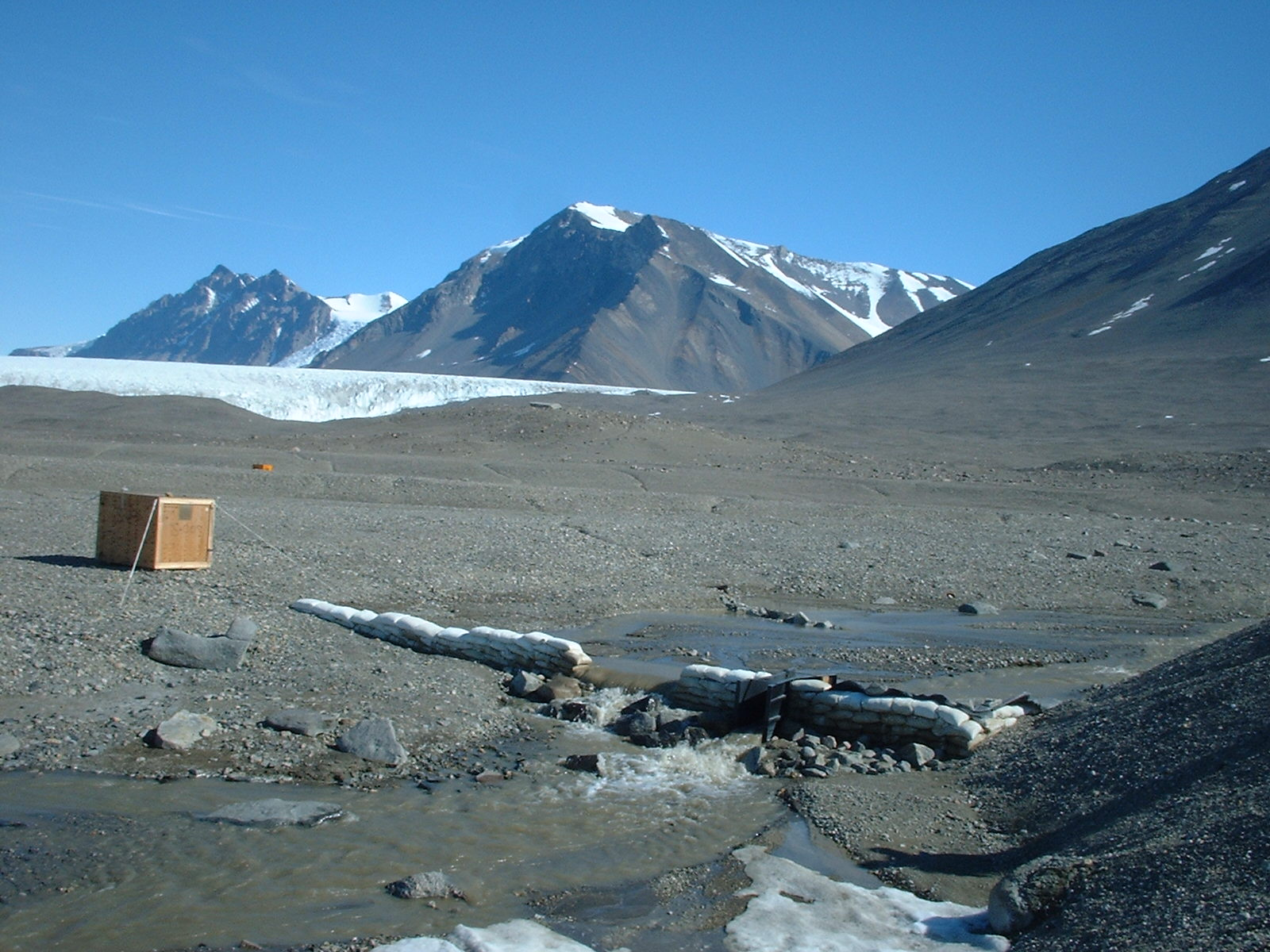
Amerikaans peilstation in de Huey Creek (2001)
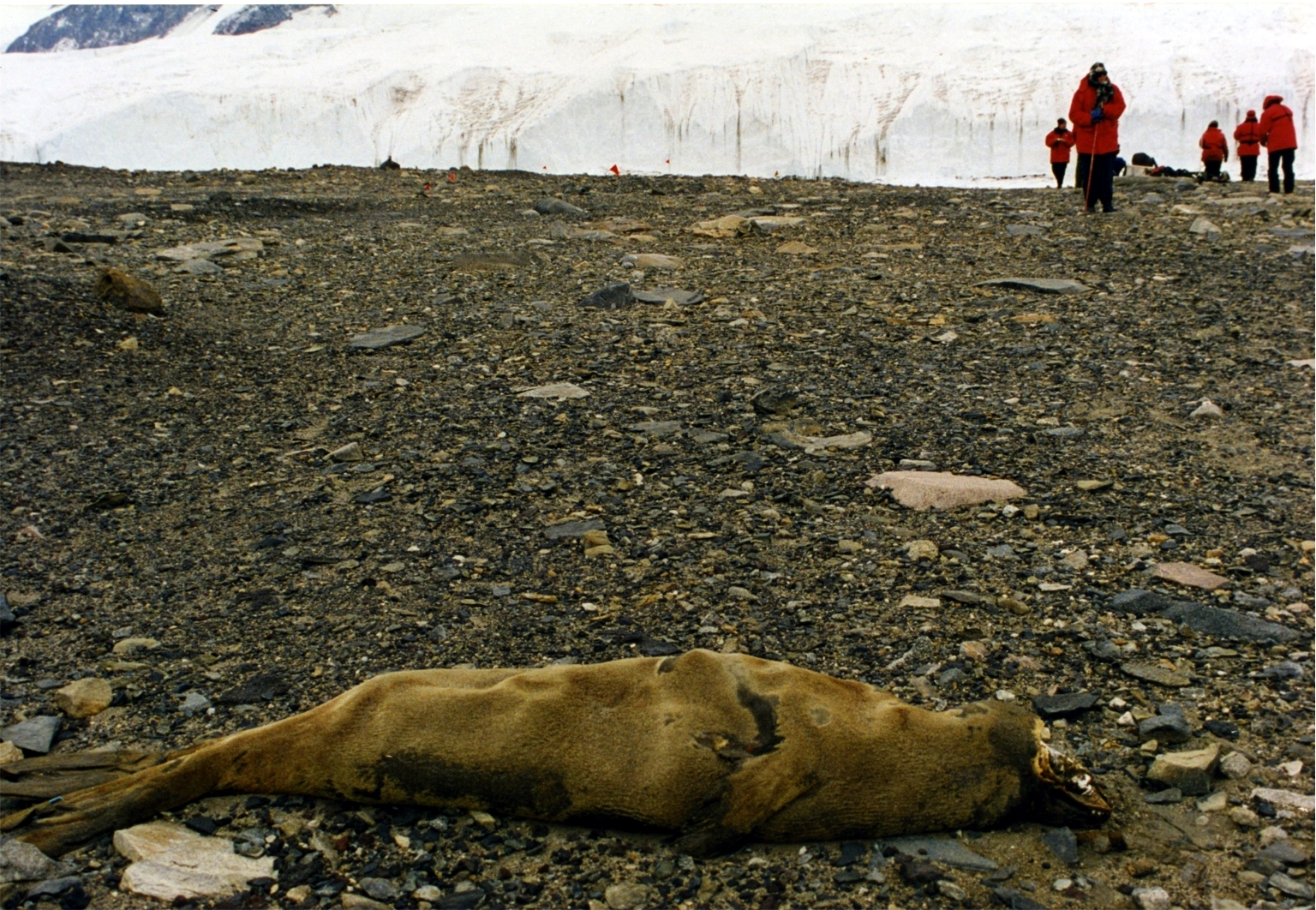
Gemummificeerd zeehondenkarkas